# Klagovisorna

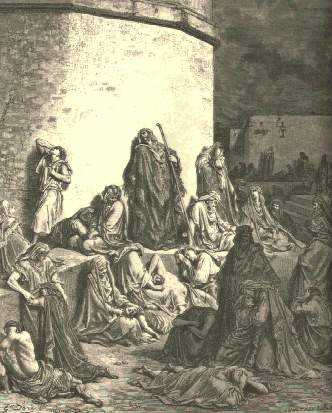
Sorg efter Jerusalems förstörelse

Klagovisorna ( איכה ʾēḫā(h), Eikha) är en skrift i judendomens Ketuvim och kristendomens Gamla testamente, som är skriven efter Jerusalems förstörelse 586 f.Kr. Det är samma tidsperiod som profeten Jeremia och traditionen har tillskrivit honom författarskapet. Därför placeras den efter boken Jeremia. I den hebreiska bibeln har Eikha dock inte denna plats. 
Tonsättningar av texter baserade på klagovisorna, lamentationer, framförs exempelvis i den katolska liturgin under stilla veckan.
De beskriver sorg, lidande och förtvivlan över förstörelsen av Jerusalem och templet samt lidandet hos det judiska folket under babylonisk fångenskap.
Klagovisorna består av fem separata dikter eller sånger och var och en behandlar olika aspekter av tragedin. De är skrivna med stor poetisk skicklighet och uttrycker en djup känsla av sorg och förtvivlan. Klagovisorna uttrycker både individuell sorg och kollektiv sorg över förstörelsen och förlusten av det heliga och uttrycker också en vädjan till Gud om hjälp och tröst. De är skriven som en kombination av Akrostikon och Kinnot (en speciell typ av böner eller elegier som reciteras under den judiska sorgeperioden Tisha B'Av)
De fem klagovisorna kan sammanfattas som följande:
- Klagovisan över Jerusalem (Klagoboken 1): Dikten beskriver Jerusalems ödeläggelse och plågan hos det judiska folket efter att staden intagits av babylonierna. Det uttrycker sorgen över att templet har förstörts och beklagar den stora tragedin.
- Jeremias klagovisa (Klagoboken 2): Dikten är tillskriven profeten Jeremia och beskriver det judiska folkets lidande under fångenskapen. Den uttrycker känslor av övergivenhet, hopplöshet och sorg över att Guds förbund har brutits.
- Den okända klagovisan (Klagoboken 3): Dikten är skriven i första person och beskriver en individuals djupa sorg och smärta. Den uttrycker en känsla av förlust, plåga och förtvivlan, men avslutas med ett uttryck av hopp och tillit till Guds barmhärtighet.
- Klagovisan över Edom (Klagoboken 4): Dikten riktar sig specifikt till Edom, ett grannfolk till Israel. Den beskriver Guds dom över Edom på grund av deras fiendtlighet och brist på medlidande gentemot det lidande judiska folket.
- Klagovisan över Sion (Klagoboken 5): Dikten uttrycker en bön om Guds upprättelse och om att han ska återställa Sion till sin forna härlighet. Den åkallar Guds nåd och barmhärtighet för att befria det judiska folket från lidandet och återupprätta deras ära.

Kapitlen 1, 2 och 4 har vardera 22 verser som motsvarar de 22 bokstäverna i det hebreiska alfabetet, där de första raderna börjar med den första bokstaven i alfabetet, den andra med den andra bokstaven och så vidare. Kapitel 3 har 66 verser, så att varje bokstav börjar tre rader.